# Szpitalny oddział ratunkowy

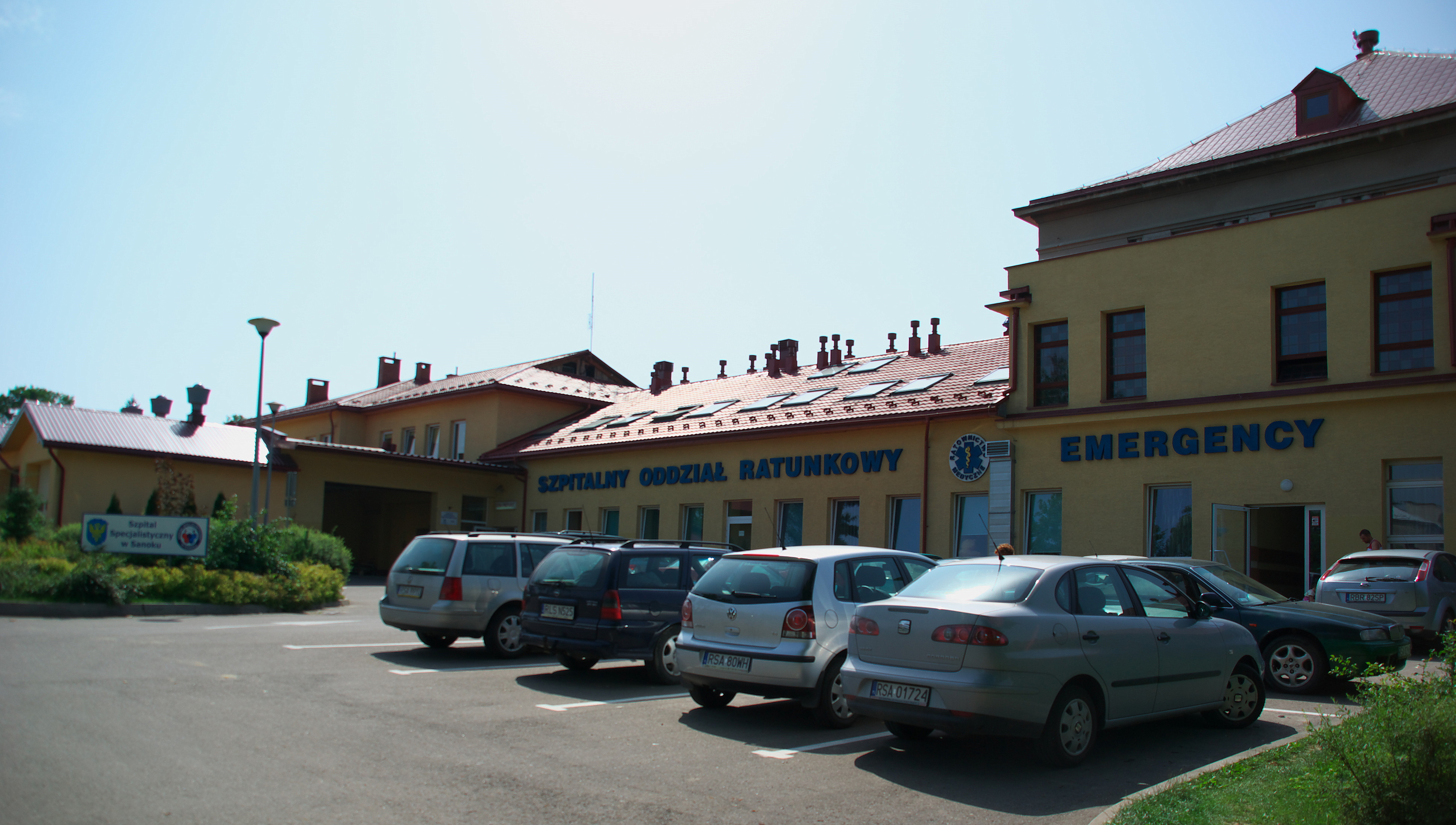
SOR w Szpitalu Specjalistycznym w Sanoku

Szpitalny oddział ratunkowy, SOR – jednostka organizacyjna szpitala utworzona w celu udzielania świadczeń opieki zdrowotnej osobom w stanie nagłego zagrożenia zdrowotnego.

## W Polsce
Szpitalne oddziały ratunkowe stanowią jednostkę organizacyjną systemu Państwowego Ratownictwa Medycznego. W Polsce funkcjonuje 235 SOR-ów. Ich działania polegają na (według Dz.U. z 2024 r. poz. 336):
- wstępnej diagnostyce
- podjęciu leczenia – w zakresie niezbędnym dla stabilizacji funkcji życiowych – osób, które znalazły się w stanie nagłego zagrożenia zdrowotnego.

Ustawa o Państwowym Ratownictwie Medycznym z 8 września 2006 roku (art. 33 ust. 2, Dz.U. z 2025 r. poz. 91) zobowiązała szpitale, w których znajdują się SOR-y, do zapewnienia niezwłocznego transportu sanitarnego, w razie konieczności, do najbliższego zakładu opieki zdrowotnej udzielającego innych świadczeń opieki zdrowotnej.
W szpitalnym oddziale ratunkowym przeprowadza się u każdego pacjenta procedurę segregacji medycznej (tzw. triaż). Jest ona prowadzona przez ratownika medycznego, pielęgniarkę ratunkową lub lekarza systemu i ma ona na celu przypisanie stopnia pilności kontaktu z lekarzem. W polskich SOR-ach nadaje się 5 kategorii priorytetów, oznaczonych symbolicznie kolorami:
- kolor czerwony – natychmiastowy kontakt z lekarzem
- kolor pomarańczowy – czas oczekiwania na pierwszy kontakt z lekarzem do 10 minut
- kolor żółty – czas oczekiwania na pierwszy kontakt z lekarzem do 60 minut
- kolor zielony – czas oczekiwania na pierwszy kontakt z lekarzem do 120 minut
- kolor niebieski oznacza czas oczekiwania na pierwszy kontakt z lekarzem do 240 minut[2].

Osoby zakwalifikowane do kategorii zielonej lub niebieskiej mogą zostać przekierowane z SOR-u do podstawowej opieki zdrowotnej (POZ) lub do nocnej i świątecznej pomocy lekarskiej (Dz.U. z 2024 r. poz. 336). Informacje o zasadach takiego przekierowania powinny znajdować się na stronach internetowych poszczególnych SOR-ów.